# Einband-Europameisterschaft 2009

Logo CEB (ausrichtender Verband)

Veranstaltungsort: Wijchen

Die Einband-Europameisterschaft 2009 war das 56. Turnier in dieser Disziplin des Karambolagebillards und fand vom 24. bis zum 29. November 2008 in Wijchen statt. Die EM zählte zur Saison 2008/09. Es war die 20. Einband-Europameisterschaft in den Niederlanden.

## Geschichte
Völlig verdient und ungefährdet gewann Frédéric Caudron seinen fünften Titel bei einer Einband-EM. Im Finale, das Caudron klar gegen Wolfgang Zenkner gewann, hatte der Deutsche wie auch alle anderen Gegner im Turnier keine Chance. Für Zenkner war das Viertelfinale fast schon das Ende im Turniers. Der junge Franzose Xavier le Roy führte bereits mit 86:19 in der neunten Aufnahme. Dann zauberte der für die Bfr. Weitmar 09 in der Bundesliga auch Einband spielende Zenkner aber eine 131er Serie auf den Tisch und gewann das Match. Es war die höchste Serie des Turniers. Dritte wurden der Schweizer Xavier Gretillat und der Franzose Alain Rémond. In Wijchen fand bereits zum neunten Mal eine Einband-EM statt.

## Turniermodus
Gespielt wurde eine Vor-Qualifikationsrunde mit 7 Gruppen à 3 Spielern, wovon sich 9 Spieler für die Haupt-Qualifikationsrunde qualifizierten. Dann wurden in der Haupt-Qualifikation wieder 7 Gruppen à 3 Teilnehmer gebildet, in denen die Gruppensieger und der beste Gruppenzweite auf die 24 gesetzten Spieler nach CEB-Rangliste im Hauptturnier in acht Gruppen à 4 Spieler gebildet wurden. Hier kamen die jeweils beiden Gruppenbesten in die KO-Runde. In der Vorqualifikationen wurde bis 100 Punkte gespielt. In der Haupt-Qualifikation und im Haupt-Turnier wurde in der Gruppenphase bis 125 Punkte gespielt. In der KO-Runde wurde bis 150 Punkte gespielt. Der dritte Platz wurde nicht ausgespielt. Damit gab es zwei Drittplatzierte
Bei MP-Gleichstand wird in folgender Reihenfolge gewertet:
1. MP = Matchpunkte
2. GD = Generaldurchschnitt
3. HS = Höchstserie

## Qualifikation

### Vor-Qualifikation
| MP    | Match Points (Sieger = 2; Unentschieden = 1; Verlierer = 0) |
| Pkte. | Erzielte Karambolagen                                       |
| Aufn. | Benötigte Versuche                                          |
| GD    | Generaldurchschnitt                                         |
| BED   | Bester Einzeldurchschnitt eines Spielers                    |
| HS    | Höchstserie                                                 |
|       | Bester GD des Turniers                                      |
|       | Bester ED des Turniers                                      |
|       | Beste HS des Turniers                                       |
|       | 1. Platz (Gold)                                             |
|       | 2. Platz (Silber)                                           |
|       | 3. Platz (Bronze)                                           |

| Abschlusstabelle Gruppe A | Abschlusstabelle Gruppe A | Abschlusstabelle Gruppe A | Abschlusstabelle Gruppe A | Abschlusstabelle Gruppe A | Abschlusstabelle Gruppe A | Abschlusstabelle Gruppe A | Abschlusstabelle Gruppe A |
| Platz                     | Name                      | MP                        | Pkte                      | Aufn.                     | GD                        | BED                       | HS                        |
| ------------------------- | ------------------------- | ------------------------- | ------------------------- | ------------------------- | ------------------------- | ------------------------- | ------------------------- |
| 1                         | Koen Workel               | 4:0                       | 200                       | 27                        | 7,40                      | 8,33                      | 45                        |
| 2                         | Waymon Gielens            | 2:2                       | 127                       | 44                        | 2,88                      | 3,44                      | 15                        |
| 3                         | Vladimir Starecek         | 0:4                       | 134                       | 41                        | 3,26                      | –                         | 22                        |

| Abschlusstabelle Gruppe B | Abschlusstabelle Gruppe B | Abschlusstabelle Gruppe B | Abschlusstabelle Gruppe B | Abschlusstabelle Gruppe B | Abschlusstabelle Gruppe B | Abschlusstabelle Gruppe B | Abschlusstabelle Gruppe B |
| Platz                     | Name                      | MP                        | Pkte                      | Aufn.                     | GD                        | BED                       | HS                        |
| ------------------------- | ------------------------- | ------------------------- | ------------------------- | ------------------------- | ------------------------- | ------------------------- | ------------------------- |
| 1                         | Sven Daske                | 2:2                       | 197                       | 23                        | 8,56                      | 12,50                     | 37                        |
| 2                         | Michael van Bochem        | 2:2                       | 156                       | 36                        | 4,33                      | 3,57                      | 23                        |
| 3                         | Dennis Timmers            | 2:2                       | 173                       | 43                        | 4,02                      | 6,66                      | 45                        |

| Abschlusstabelle Gruppe C | Abschlusstabelle Gruppe C | Abschlusstabelle Gruppe C | Abschlusstabelle Gruppe C | Abschlusstabelle Gruppe C | Abschlusstabelle Gruppe C | Abschlusstabelle Gruppe C | Abschlusstabelle Gruppe C |
| Platz                     | Name                      | MP                        | Pkte                      | Aufn.                     | GD                        | BED                       | HS                        |
| ------------------------- | ------------------------- | ------------------------- | ------------------------- | ------------------------- | ------------------------- | ------------------------- | ------------------------- |
| 1                         | Wiel van Gemert           | 2:2                       | 189                       | 30                        | 6,30                      | 16,66                     | 59                        |
| 2                         | Edgar van Hek             | 2:2                       | 164                       | 61                        | 2,68                      | 4,16                      | 22                        |
| 3                         | Lukas Popeoazlik          | 2:2                       | 110                       | 43                        | 2,55                      | 2,70                      | 19                        |

| Abschlusstabelle Gruppe D | Abschlusstabelle Gruppe D | Abschlusstabelle Gruppe D | Abschlusstabelle Gruppe D | Abschlusstabelle Gruppe D | Abschlusstabelle Gruppe D | Abschlusstabelle Gruppe D | Abschlusstabelle Gruppe D |
| Platz                     | Name                      | MP                        | Pkte                      | Aufn.                     | GD                        | BED                       | HS                        |
| ------------------------- | ------------------------- | ------------------------- | ------------------------- | ------------------------- | ------------------------- | ------------------------- | ------------------------- |
| 1                         | Dave Christiani           | 4:0                       | 200                       | 23                        | 8,69                      | 16,66                     | 40                        |
| 2                         | Ronny Mathysen            | 2:2                       | 132                       | 26                        | 5,07                      | 5,00                      | 38                        |
| 3                         | Ivar de Hek               | 0:4                       | 130                       | 37                        | 3,51                      | –                         | 16                        |

| Abschlusstabelle Gruppe E | Abschlusstabelle Gruppe E | Abschlusstabelle Gruppe E | Abschlusstabelle Gruppe E | Abschlusstabelle Gruppe E | Abschlusstabelle Gruppe E | Abschlusstabelle Gruppe E | Abschlusstabelle Gruppe E |
| Platz                     | Name                      | MP                        | Pkte                      | Aufn.                     | GD                        | BED                       | HS                        |
| ------------------------- | ------------------------- | ------------------------- | ------------------------- | ------------------------- | ------------------------- | ------------------------- | ------------------------- |
| 1                         | René Luysterburg          | 4:0                       | 200                       | 16                        | 12,50                     | 16,66                     | 32                        |
| 2                         | Mikael Devogelaere        | 2:2                       | 125                       | 30                        | 4,16                      | 5,00                      | 22                        |
| 3                         | Gert Jan Veldhuizen       | 0:4                       | 71                        | 26                        | 2,73                      | –                         | 13                        |

| Abschlusstabelle Gruppe F | Abschlusstabelle Gruppe F | Abschlusstabelle Gruppe F | Abschlusstabelle Gruppe F | Abschlusstabelle Gruppe F | Abschlusstabelle Gruppe F | Abschlusstabelle Gruppe F | Abschlusstabelle Gruppe F |
| Platz                     | Name                      | MP                        | Pkte                      | Aufn.                     | GD                        | BED                       | HS                        |
| ------------------------- | ------------------------- | ------------------------- | ------------------------- | ------------------------- | ------------------------- | ------------------------- | ------------------------- |
| 1                         | Raúl Cuenca               | 4:0                       | 200                       | 36                        | 5,55                      | 16,66                     | 37                        |
| 2                         | Herold Slettenaar         | 2:2                       | 118                       | 45                        | 2,62                      | 2,56                      | 21                        |
| 3                         | Frans van Hoey            | 0:4                       | 148                       | 69                        | 2,14                      | –                         | 19                        |

| Abschlusstabelle Gruppe G | Abschlusstabelle Gruppe G | Abschlusstabelle Gruppe G | Abschlusstabelle Gruppe G | Abschlusstabelle Gruppe G | Abschlusstabelle Gruppe G | Abschlusstabelle Gruppe G | Abschlusstabelle Gruppe G |
| Platz                     | Name                      | MP                        | Pkte                      | Aufn.                     | GD                        | BED                       | HS                        |
| ------------------------- | ------------------------- | ------------------------- | ------------------------- | ------------------------- | ------------------------- | ------------------------- | ------------------------- |
| 1                         | Xavier le Roy             | 4:0                       | 200                       | 27                        | 7,40                      | 8,33                      | 35                        |
| 2                         | Alvaro Gomez              | 2:2                       | 163                       | 42                        | 3,88                      | 3,70                      | 37                        |
| 3                         | Rini Megens               | 0:4                       | 134                       | 39                        | 3,43                      | –                         | 29                        |

### Haupt-Qualifikation
| Abschlusstabelle Gruppe A | Abschlusstabelle Gruppe A | Abschlusstabelle Gruppe A | Abschlusstabelle Gruppe A | Abschlusstabelle Gruppe A | Abschlusstabelle Gruppe A | Abschlusstabelle Gruppe A | Abschlusstabelle Gruppe A |
| Platz                     | Name                      | MP                        | Pkte                      | Aufn.                     | GD                        | BED                       | HS                        |
| ------------------------- | ------------------------- | ------------------------- | ------------------------- | ------------------------- | ------------------------- | ------------------------- | ------------------------- |
| 1                         | Jos Bongers               | 4:0                       | 250                       | 24                        | 10,41                     | 11,36                     | 52                        |
| 2                         | Alvaro Gomez              | 2:2                       | 176                       | 44                        | 4,00                      | 3,78                      | 38                        |
| 3                         | Claude Bauduin            | 0:4                       | 171                       | 46                        | 3,71                      | –                         | 25                        |

| Abschlusstabelle Gruppe B | Abschlusstabelle Gruppe B | Abschlusstabelle Gruppe B | Abschlusstabelle Gruppe B | Abschlusstabelle Gruppe B | Abschlusstabelle Gruppe B | Abschlusstabelle Gruppe B | Abschlusstabelle Gruppe B |
| Platz                     | Name                      | MP                        | Pkte                      | Aufn.                     | GD                        | BED                       | HS                        |
| ------------------------- | ------------------------- | ------------------------- | ------------------------- | ------------------------- | ------------------------- | ------------------------- | ------------------------- |
| 1                         | Patrick Niessen           | 4:0                       | 250                       | 29                        | 8,62                      | 9,61                      | 39                        |
| 2                         | Jordi Garriga             | 2:2                       | 228                       | 39                        | 5,84                      | 5,43                      | 45                        |
| 3                         | Micha van Bochem          | 0:4                       | 177                       | 36                        | 4,91                      | –                         | 30                        |

| Abschlusstabelle Gruppe C | Abschlusstabelle Gruppe C | Abschlusstabelle Gruppe C | Abschlusstabelle Gruppe C | Abschlusstabelle Gruppe C | Abschlusstabelle Gruppe C | Abschlusstabelle Gruppe C | Abschlusstabelle Gruppe C |
| Platz                     | Name                      | MP                        | Pkte                      | Aufn.                     | GD                        | BED                       | HS                        |
| ------------------------- | ------------------------- | ------------------------- | ------------------------- | ------------------------- | ------------------------- | ------------------------- | ------------------------- |
| 1                         | Raymund Swertz            | 4:0                       | 250                       | 38                        | 6,57                      | 8,92                      | 30                        |
| 2                         | Dieter Steinberger        | 2:2                       | 197                       | 50                        | 3,94                      | 4,80                      | 27                        |
| 3                         | Ronny Mathysen            | 0:4                       | 130                       | 40                        | 3,25                      | 4,34                      | 31                        |

| Abschlusstabelle Gruppe D | Abschlusstabelle Gruppe D | Abschlusstabelle Gruppe D | Abschlusstabelle Gruppe D | Abschlusstabelle Gruppe D | Abschlusstabelle Gruppe D | Abschlusstabelle Gruppe D | Abschlusstabelle Gruppe D |
| Platz                     | Name                      | MP                        | Pkte                      | Aufn.                     | GD                        | BED                       | HS                        |
| ------------------------- | ------------------------- | ------------------------- | ------------------------- | ------------------------- | ------------------------- | ------------------------- | ------------------------- |
| 1                         | Johann Petit              | 4:0                       | 250                       | 15                        | 16,66                     | 31,25                     | 104                       |
| 2                         | Wiel van Gemert           | 2:2                       | 169                       | 13                        | 13,00                     | 13,88                     | 81                        |
| 3                         | George Kenter             | 0:4                       | 92                        | 20                        | 4,60                      | –                         | 16                        |

| Abschlusstabelle Gruppe E | Abschlusstabelle Gruppe E | Abschlusstabelle Gruppe E | Abschlusstabelle Gruppe E | Abschlusstabelle Gruppe E | Abschlusstabelle Gruppe E | Abschlusstabelle Gruppe E | Abschlusstabelle Gruppe E |
| Platz                     | Name                      | MP                        | Pkte                      | Aufn.                     | GD                        | BED                       | HS                        |
| ------------------------- | ------------------------- | ------------------------- | ------------------------- | ------------------------- | ------------------------- | ------------------------- | ------------------------- |
| 1                         | Grégory le Deventec       | 4:0                       | 250                       | 34                        | 7,35                      | 10,41                     | 40                        |
| 2                         | René Luysterburg          | 2:2                       | 179                       | 33                        | 5,42                      | 5,95                      | 33                        |
| 3                         | Sven Daske                | 0:4                       | 201                       | 43                        | 4,64                      | –                         | 45                        |

| Abschlusstabelle Gruppe F | Abschlusstabelle Gruppe F | Abschlusstabelle Gruppe F | Abschlusstabelle Gruppe F | Abschlusstabelle Gruppe F | Abschlusstabelle Gruppe F | Abschlusstabelle Gruppe F | Abschlusstabelle Gruppe F |
| Platz                     | Name                      | MP                        | Pkte                      | Aufn.                     | GD                        | BED                       | HS                        |
| ------------------------- | ------------------------- | ------------------------- | ------------------------- | ------------------------- | ------------------------- | ------------------------- | ------------------------- |
| 1                         | Raúl Cuenca               | 4:0                       | 250                       | 32                        | 7,81                      | 8,92                      | 70                        |
| 2                         | Patrick Dupont            | 2:2                       | 208                       | 42                        | 4,95                      | 4,46                      | 31                        |
| 3                         | Koen Workel               | 0:4                       | 154                       | 46                        | 3,34                      | –                         | 24                        |

| Abschlusstabelle Gruppe G | Abschlusstabelle Gruppe G | Abschlusstabelle Gruppe G | Abschlusstabelle Gruppe G | Abschlusstabelle Gruppe G | Abschlusstabelle Gruppe G | Abschlusstabelle Gruppe G | Abschlusstabelle Gruppe G |
| Platz                     | Name                      | MP                        | Pkte                      | Aufn.                     | GD                        | BED                       | HS                        |
| ------------------------- | ------------------------- | ------------------------- | ------------------------- | ------------------------- | ------------------------- | ------------------------- | ------------------------- |
| 1                         | Xavier le Roy             | 4:0                       | 250                       | 31                        | 8,06                      | 9,61                      | 32                        |
| 2                         | Laurent Guénet            | 2:2                       | 200                       | 35                        | 5,71                      | 7,35                      | 37                        |
| 3                         | Jordi Gasso               | 0:4                       | 117                       | 30                        | 3,90                      | –                         | 19                        |

## Hauptturnier

### Gruppenphase
| Abschlusstabelle Gruppe A | Abschlusstabelle Gruppe A | Abschlusstabelle Gruppe A | Abschlusstabelle Gruppe A | Abschlusstabelle Gruppe A | Abschlusstabelle Gruppe A | Abschlusstabelle Gruppe A | Abschlusstabelle Gruppe A |
| Platz                     | Name                      | MP                        | Pkte                      | Aufn.                     | GD                        | BED                       | HS                        |
| ------------------------- | ------------------------- | ------------------------- | ------------------------- | ------------------------- | ------------------------- | ------------------------- | ------------------------- |
| 1                         | Frédéric Caudron          | 6:0                       | 375                       | 27                        | 13,88                     | 17,85                     | 54                        |
| 2                         | Francisco Fortiana        | 4:2                       | 298                       | 47                        | 6,34                      | 6,57                      | 37                        |
| 3                         | Wiel van Gemert           | 2:4                       | 303                       | 46                        | 6,58                      | 8,92                      | 48                        |
| 4                         | Bernard Baudoin           | 0:6                       | 220                       | 40                        | 5,50                      | –                         | 28                        |

| Abschlusstabelle Gruppe B | Abschlusstabelle Gruppe B | Abschlusstabelle Gruppe B | Abschlusstabelle Gruppe B | Abschlusstabelle Gruppe B | Abschlusstabelle Gruppe B | Abschlusstabelle Gruppe B | Abschlusstabelle Gruppe B |
| Platz                     | Name                      | MP                        | Pkte                      | Aufn.                     | GD                        | BED                       | HS                        |
| ------------------------- | ------------------------- | ------------------------- | ------------------------- | ------------------------- | ------------------------- | ------------------------- | ------------------------- |
| 1                         | Xavier Gretillat          | 6:0                       | 375                       | 28                        | 13,39                     | 25,00                     | 73                        |
| 2                         | René Tull                 | 2:4                       | 248                       | 31                        | 8,00                      | 15,62                     | 76                        |
| 3                         | Raymund Swertz            | 2:4                       | 242                       | 40                        | 6,05                      | 6,25                      | 51                        |
| 4                         | David Jacquet             | 2:4                       | 225                       | 49                        | 4,59                      | 6,94                      | 60                        |

| Abschlusstabelle Gruppe C | Abschlusstabelle Gruppe C | Abschlusstabelle Gruppe C | Abschlusstabelle Gruppe C | Abschlusstabelle Gruppe C | Abschlusstabelle Gruppe C | Abschlusstabelle Gruppe C | Abschlusstabelle Gruppe C |
| Platz                     | Name                      | MP                        | Pkte                      | Aufn.                     | GD                        | BED                       | HS                        |
| ------------------------- | ------------------------- | ------------------------- | ------------------------- | ------------------------- | ------------------------- | ------------------------- | ------------------------- |
| 1                         | Henri Tilleman            | 6:0                       | 375                       | 29                        | 12,93                     | 20,83                     | 66                        |
| 2                         | Esteve Mata               | 4:2                       | 278                       | 26                        | 10,69                     | 15,62                     | 82                        |
| 3                         | Pierre Soumagne           | 2:4                       | 221                       | 47                        | 4,70                      | 5,68                      | 30                        |
| 4                         | Grégory le Deventec       | 0:6                       | 171                       | 40                        | 4,27                      | –                         | 26                        |

| Abschlusstabelle Gruppe D | Abschlusstabelle Gruppe D | Abschlusstabelle Gruppe D | Abschlusstabelle Gruppe D | Abschlusstabelle Gruppe D | Abschlusstabelle Gruppe D | Abschlusstabelle Gruppe D | Abschlusstabelle Gruppe D |
| Platz                     | Name                      | MP                        | Pkte                      | Aufn.                     | GD                        | BED                       | HS                        |
| ------------------------- | ------------------------- | ------------------------- | ------------------------- | ------------------------- | ------------------------- | ------------------------- | ------------------------- |
| 1                         | Michel van Silfhout       | 6:0                       | 375                       | 28                        | 13,92                     | 20,83                     | 98                        |
| 2                         | Raúl Cuenca               | 4:2                       | 369                       | 43                        | 8,58                      | 9,61                      | 62                        |
| 3                         | Arnim Kahofer             | 2:4                       | 259                       | 38                        | 6,81                      | 6,57                      | 45                        |
| 4                         | Marek Faus                | 0:6                       | 207                       | 41                        | 5,04                      | –                         | 33                        |

| Abschlusstabelle Gruppe E | Abschlusstabelle Gruppe E | Abschlusstabelle Gruppe E | Abschlusstabelle Gruppe E | Abschlusstabelle Gruppe E | Abschlusstabelle Gruppe E | Abschlusstabelle Gruppe E | Abschlusstabelle Gruppe E |
| Platz                     | Name                      | MP                        | Pkte                      | Aufn.                     | GD                        | BED                       | HS                        |
| ------------------------- | ------------------------- | ------------------------- | ------------------------- | ------------------------- | ------------------------- | ------------------------- | ------------------------- |
| 1                         | Xavier le Roy             | 6:0                       | 375                       | 47                        | 7,97                      | 8,92                      | 49                        |
| 2                         | Juan Espinasa             | 4:2                       | 326                       | 49                        | 6,65                      | 11,36                     | 62                        |
| 3                         | Peter Volleberg           | 2:4                       | 298                       | 51                        | 5,84                      | 7,81                      | 34                        |
| 4                         | Pascal Dessaint           | 0:6                       | 190                       | 41                        | 4,63                      | –                         | 30                        |

| Abschlusstabelle Gruppe F | Abschlusstabelle Gruppe F | Abschlusstabelle Gruppe F | Abschlusstabelle Gruppe F | Abschlusstabelle Gruppe F | Abschlusstabelle Gruppe F | Abschlusstabelle Gruppe F | Abschlusstabelle Gruppe F |
| Platz                     | Name                      | MP                        | Pkte                      | Aufn.                     | GD                        | BED                       | HS                        |
| ------------------------- | ------------------------- | ------------------------- | ------------------------- | ------------------------- | ------------------------- | ------------------------- | ------------------------- |
| 1                         | Alain Rémond              | 4:2                       | 350                       | 35                        | 10,00                     | 15,62                     | 59                        |
| 2                         | Patrick Niessen           | 3:3                       | 341                       | 34                        | 10,02                     | 17,85                     | 89                        |
| 3                         | Ludger Havlik             | 3:3                       | 326                       | 43                        | 7,58                      | 11,63                     | 36                        |
| 4                         | Rafael Garcia             | 2:4                       | 234                       | 36                        | 6,50                      | 9,61                      | 41                        |

| Abschlusstabelle Gruppe G | Abschlusstabelle Gruppe G | Abschlusstabelle Gruppe G | Abschlusstabelle Gruppe G | Abschlusstabelle Gruppe G | Abschlusstabelle Gruppe G | Abschlusstabelle Gruppe G | Abschlusstabelle Gruppe G |
| Platz                     | Name                      | MP                        | Pkte                      | Aufn.                     | GD                        | BED                       | HS                        |
| ------------------------- | ------------------------- | ------------------------- | ------------------------- | ------------------------- | ------------------------- | ------------------------- | ------------------------- |
| 1                         | Wolfgang Zenkner          | 6:0                       | 375                       | 29                        | 12,93                     | 15,62                     | 55                        |
| 2                         | Jos Bongers               | 4:2                       | 315                       | 28                        | 11,25                     | 13,88                     | 42                        |
| 3                         | Harrie van der Bogaard    | 2:4                       | 234                       | 34                        | 6,88                      | 7,35                      | 29                        |
| 4                         | Bernard Villiers          | 0:6                       | 220                       | 39                        | 5,64                      | –                         | 58                        |

| Abschlusstabelle Gruppe H | Abschlusstabelle Gruppe H | Abschlusstabelle Gruppe H | Abschlusstabelle Gruppe H | Abschlusstabelle Gruppe H | Abschlusstabelle Gruppe H | Abschlusstabelle Gruppe H | Abschlusstabelle Gruppe H |
| Platz                     | Name                      | MP                        | Pkte                      | Aufn.                     | GD                        | BED                       | HS                        |
| ------------------------- | ------------------------- | ------------------------- | ------------------------- | ------------------------- | ------------------------- | ------------------------- | ------------------------- |
| 1                         | Jean Paul de Bruijn       | 4:2                       | 277                       | 17                        | 16,29                     | 31,25                     | 69                        |
| 2                         | Johann Petit              | 4:2                       | 310                       | 39                        | 7,94                      | 17,85                     | 59                        |
| 3                         | Janis Ziogas              | 2:4                       | 196                       | 32                        | 6,12                      | 11,36                     | 37                        |
| 4                         | Nicolas Gerassimopoulos   | 2:4                       | 243                       | 44                        | 5,52                      | 7,35                      | 30                        |

### KO-Phase
|  | Achtelfinale        | Achtelfinale | Achtelfinale | Achtelfinale | Achtelfinale | Achtelfinale |                  |                     | Viertelfinale | Viertelfinale | Viertelfinale | Viertelfinale | Viertelfinale | Viertelfinale |      |       | Halbfinale | Halbfinale | Halbfinale | Halbfinale | Halbfinale | Halbfinale |  |  | Finale | Finale | Finale | Finale | Finale | Finale |
|  |                     |              |              |              |              |              |                  |                     |               |               |               |               |               |               |      |       |            |            |            |            |            |            |  |  |        |        |        |        |        |        |
|  |                     | MP           | Pkt.         | Aufn.        | ED           | HS           |                  |                     |               |               |               |               |               |               |      |       |            |            |            |            |            |            |  |  |        |        |        |        |        |        |
|  |                     | MP           | Pkt.         | Aufn.        | ED           | HS           |                  |                     |               |               |               |               |               |               |      |       |            |            |            |            |            |            |  |  |        |        |        |        |        |        |
|  | Frédéric Caudron    | 2            | 150          | 9            | 16,66        | 68           |                  |                     |               |               |               |               |               |               |      |       |            |            |            |            |            |            |  |  |        |        |        |        |        |        |
|  | Frédéric Caudron    | 2            | 150          | 9            | 16,66        | 68           |                  | MP                  | Pkt.          | Aufn.         | ED            | HS            |               |               |      |       |            |            |            |            |            |            |  |  |        |        |        |        |        |        |
|  | René Tull           | 0            | 83           | 9            | 9,22         | 51           |                  | MP                  | Pkt.          | Aufn.         | ED            | HS            |               |               |      |       |            |            |            |            |            |            |  |  |        |        |        |        |        |        |
|  | René Tull           | 0            | 83           | 9            | 9,22         | 51           | Frédéric Caudron | 2                   | 150           | 6             | 25,00         | 37            |               |               |      |       |            |            |            |            |            |            |  |  |        |        |        |        |        |        |
|  |                     | MP           | Pkt.         | Aufn.        | ED           | HS           | Frédéric Caudron | 2                   | 150           | 6             | 25,00         | 37            |               |               |      |       |            |            |            |            |            |            |  |  |        |        |        |        |        |        |
|  |                     | MP           | Pkt.         | Aufn.        | ED           | HS           |                  | Jean Paul de Bruijn | 0             | 29            | 6             | 4,83          | 15            |               |      |       |            |            |            |            |            |            |  |  |        |        |        |        |        |        |
|  | Jean Paul de Bruijn | 2            | 150          | 14           | 10,71        | 65           |                  | Jean Paul de Bruijn | 0             | 29            | 6             | 4,83          | 15            |               |      |       |            |            |            |            |            |            |  |  |        |        |        |        |        |        |
|  | Jean Paul de Bruijn | 2            | 150          | 14           | 10,71        | 65           |                  |                     |               |               |               |               |               | MP            | Pkt. | Aufn. | ED         | HS         |            |            |            |            |  |  |        |        |        |        |        |        |
|  | Esteve Mata         | 0            | 36           | 14           | 2,57         | 14           |                  |                     |               |               |               |               |               | MP            | Pkt. | Aufn. | ED         | HS         |            |            |            |            |  |  |        |        |        |        |        |        |
|  | Esteve Mata         | 0            | 36           | 14           | 2,57         | 14           | Frédéric Caudron | 2                   | 150           | 10            | 15,00         | 38            |               |               |      |       |            |            |            |            |            |            |  |  |        |        |        |        |        |        |
|  |                     | MP           | Pkt.         | Aufn.        | ED           | HS           | Frédéric Caudron | 2                   | 150           | 10            | 15,00         | 38            |               |               |      |       |            |            |            |            |            |            |  |  |        |        |        |        |        |        |
|  |                     | MP           | Pkt.         | Aufn.        | ED           | HS           |                  | Alain Rémond        | 0             | 33            | 10            | 3,30          | 14            |               |      |       |            |            |            |            |            |            |  |  |        |        |        |        |        |        |
|  | Alain Rémond        | 2            | 150          | 11           | 13,63        | 66           |                  | Alain Rémond        | 0             | 33            | 10            | 3,30          | 14            |               |      |       |            |            |            |            |            |            |  |  |        |        |        |        |        |        |
|  | Alain Rémond        | 2            | 150          | 11           | 13,63        | 66           |                  | MP                  | Pkt.          | Aufn.         | ED            | HS            |               |               |      |       |            |            |            |            |            |            |  |  |        |        |        |        |        |        |
|  | Jos Bongers         | 0            | 79           | 11           | 8,81         | 32           |                  | MP                  | Pkt.          | Aufn.         | ED            | HS            |               |               |      |       |            |            |            |            |            |            |  |  |        |        |        |        |        |        |
|  | Jos Bongers         | 0            | 79           | 11           | 8,81         | 32           | Alain Rémond     | 2                   | 150           | 14            | 10,71         | 38            |               |               |      |       |            |            |            |            |            |            |  |  |        |        |        |        |        |        |
|  |                     | MP           | Pkt.         | Aufn.        | ED           | HS           | Alain Rémond     | 2                   | 150           | 14            | 10,71         | 38            |               |               |      |       |            |            |            |            |            |            |  |  |        |        |        |        |        |        |
|  |                     | MP           | Pkt.         | Aufn.        | ED           | HS           |                  | Patrick Niessen     | 0             | 114           | 14            | 8,14          | 41            |               |      |       |            |            |            |            |            |            |  |  |        |        |        |        |        |        |
|  | Michel van Silfhout | 0            | 88           | 11           | 8,00         | 37           |                  | Patrick Niessen     | 0             | 114           | 14            | 8,14          | 41            |               |      |       |            |            |            |            |            |            |  |  |        |        |        |        |        |        |
|  | Michel van Silfhout | 0            | 88           | 11           | 8,00         | 37           |                  |                     |               |               |               |               |               |               | MP   | Pkt.  | Aufn.      | ED         | HS         |            |            |            |  |  |        |        |        |        |        |        |
|  | Patrick Niessen     | 2            | 150          | 11           | 13,63        | 48           |                  |                     |               |               |               |               |               |               | MP   | Pkt.  | Aufn.      | ED         | HS         |            |            |            |  |  |        |        |        |        |        |        |
|  | Patrick Niessen     | 2            | 150          | 11           | 13,63        | 48           | Frédéric Caudron | 2                   | 150           | 6             | 25,00         | 67            |               |               |      |       |            |            |            |            |            |            |  |  |        |        |        |        |        |        |
|  |                     | MP           | Pkt.         | Aufn.        | ED           | HS           | Frédéric Caudron | 2                   | 150           | 6             | 25,00         | 67            |               |               |      |       |            |            |            |            |            |            |  |  |        |        |        |        |        |        |
|  |                     | MP           | Pkt.         | Aufn.        | ED           | HS           |                  | Wolfgang Zenkner    | 0             | 35            | 6             | 5,83          | 21            |               |      |       |            |            |            |            |            |            |  |  |        |        |        |        |        |        |
|  | Wolfgang Zenkner    | 2            | 150          | 7            | 21,42        | 57           |                  | Wolfgang Zenkner    | 0             | 35            | 6             | 5,83          | 21            |               |      |       |            |            |            |            |            |            |  |  |        |        |        |        |        |        |
|  | Wolfgang Zenkner    | 2            | 150          | 7            | 21,42        | 57           |                  | MP                  | Pkt.          | Aufn.         | ED            | HS            |               |               |      |       |            |            |            |            |            |            |  |  |        |        |        |        |        |        |
|  | Johann Petit        | 0            | 37           | 7            | 5,28         | 22           |                  | MP                  | Pkt.          | Aufn.         | ED            | HS            |               |               |      |       |            |            |            |            |            |            |  |  |        |        |        |        |        |        |
|  | Johann Petit        | 0            | 37           | 7            | 5,28         | 22           | Wolfgang Zenkner | 2                   | 150           | 10            | 15,00         | 131           |               |               |      |       |            |            |            |            |            |            |  |  |        |        |        |        |        |        |
|  |                     | MP           | Pkt.         | Aufn.        | ED           | HS           | Wolfgang Zenkner | 2                   | 150           | 10            | 15,00         | 131           |               |               |      |       |            |            |            |            |            |            |  |  |        |        |        |        |        |        |
|  |                     | MP           | Pkt.         | Aufn.        | ED           | HS           |                  | Xavier le Roy       | 0             | 86            | 10            | 8,60          | 71            |               |      |       |            |            |            |            |            |            |  |  |        |        |        |        |        |        |
|  | Xavier le Roy       | 2            | 150          | 30           | 5,00         | 27           |                  | Xavier le Roy       | 0             | 86            | 10            | 8,60          | 71            |               |      |       |            |            |            |            |            |            |  |  |        |        |        |        |        |        |
|  | Xavier le Roy       | 2            | 150          | 30           | 5,00         | 27           |                  |                     |               |               |               |               |               | MP            | Pkt. | Aufn. | ED         | HS         |            |            |            |            |  |  |        |        |        |        |        |        |
|  | Raúl Cuenca         | 0            | 127          | 30           | 4,23         | 29           |                  |                     |               |               |               |               |               | MP            | Pkt. | Aufn. | ED         | HS         |            |            |            |            |  |  |        |        |        |        |        |        |
|  | Raúl Cuenca         | 0            | 127          | 30           | 4,23         | 29           | Wolfgang Zenkner | 2                   | 150           | 15            | 10,00         | 39            |               |               |      |       |            |            |            |            |            |            |  |  |        |        |        |        |        |        |
|  |                     | MP           | Pkt.         | Aufn.        | ED           | HS           | Wolfgang Zenkner | 2                   | 150           | 15            | 10,00         | 39            |               |               |      |       |            |            |            |            |            |            |  |  |        |        |        |        |        |        |
|  |                     | MP           | Pkt.         | Aufn.        | ED           | HS           |                  | Xavier Gretillat    | 0             | 146           | 15            | 9,73          | 45            |               |      |       |            |            |            |            |            |            |  |  |        |        |        |        |        |        |
|  | Henri Tilleman      | 2            | 150          | 8            | 18,75        | 39           |                  | Xavier Gretillat    | 0             | 146           | 15            | 9,73          | 45            |               |      |       |            |            |            |            |            |            |  |  |        |        |        |        |        |        |
|  | Henri Tilleman      | 2            | 150          | 8            | 18,75        | 39           |                  | MP                  | Pkt.          | Aufn.         | ED            | HS            |               |               |      |       |            |            |            |            |            |            |  |  |        |        |        |        |        |        |
|  | Juan Espinasa       | 0            | 87           | 8            | 10,87        | 24           |                  | MP                  | Pkt.          | Aufn.         | ED            | HS            |               |               |      |       |            |            |            |            |            |            |  |  |        |        |        |        |        |        |
|  | Juan Espinasa       | 0            | 87           | 8            | 10,87        | 24           | Henri Tilleman   | 0                   | 59            | 8             | 7,37          | 27            |               |               |      |       |            |            |            |            |            |            |  |  |        |        |        |        |        |        |
|  |                     | MP           | Pkt.         | Aufn.        | ED           | HS           | Henri Tilleman   | 0                   | 59            | 8             | 7,37          | 27            |               |               |      |       |            |            |            |            |            |            |  |  |        |        |        |        |        |        |
|  |                     | MP           | Pkt.         | Aufn.        | ED           | HS           |                  | Xavier Gretillat    | 2             | 150           | 8             | 18,75         | 63            |               |      |       |            |            |            |            |            |            |  |  |        |        |        |        |        |        |
|  | Xavier Gretillat    | 2            | 150          | 14           | 10,71        | 62           |                  | Xavier Gretillat    | 2             | 150           | 8             | 18,75         | 63            |               |      |       |            |            |            |            |            |            |  |  |        |        |        |        |        |        |
|  | Xavier Gretillat    | 2            | 150          | 14           | 10,71        | 62           |                  |                     |               |               |               |               |               |               |      |       |            |            |            |            |            |            |  |  |        |        |        |        |        |        |
|  | Francisco Fortiana  | 0            | 53           | 14           | 3,78         | 27           |                  |                     |               |               |               |               |               |               |      |       |            |            |            |            |            |            |  |  |        |        |        |        |        |        |
|  | Francisco Fortiana  | 0            | 53           | 14           | 3,78         | 27           |                  |                     |               |               |               |               |               |               |      |       |            |            |            |            |            |            |  |  |        |        |        |        |        |        |

## Abschlusstabelle
| MP    | Match Points (Sieger = 2; Unentschieden = 1; Verlierer = 0) |
| Pkte. | Erzielte Karambolagen                                       |
| Aufn. | Benötigte Versuche                                          |
| GD    | Generaldurchschnitt                                         |
| BED   | Bester Einzeldurchschnitt eines Spielers                    |
| HS    | Höchstserie                                                 |
|       | Bester GD des Turniers                                      |
|       | Bester ED des Turniers                                      |
|       | Beste HS des Turniers                                       |
|       | 1. Platz (Gold)                                             |
|       | 2. Platz (Silber)                                           |
|       | 3. Platz (Bronze)                                           |

| Phase                               | Platz | Name                    | MP   | Pkt. | Aufn. | GD    | BED   | HS  |
| ----------------------------------- | ----- | ----------------------- | ---- | ---- | ----- | ----- | ----- | --- |
| Finale                              | 1     | Frédéric Caudron        | 14:0 | 975  | 58    | 16,81 | 25,00 | 68  |
| Finale                              | 2     | Wolfgang Zenkner        | 12:2 | 860  | 67    | 12,83 | 21,42 | 131 |
| Halb- finale                        | 3     | Xavier Gretillat        | 10:2 | 821  | 65    | 12,63 | 25,00 | 73  |
| Halb- finale                        | 3     | Alain Rémond            | 8:4  | 683  | 70    | 9,75  | 15,62 | 66  |
| Viertel- finale                     | 5     | Henri Tilleman          | 8:2  | 584  | 45    | 12,97 | 20,83 | 66  |
| Viertel- finale                     | 6     | Xavier le Roy           | 8:2  | 611  | 87    | 7,02  | 8,92  | 71  |
| Viertel- finale                     | 7     | Jean Paul de Bruijn     | 6:4  | 456  | 37    | 12,32 | 31,25 | 69  |
| Viertel- finale                     | 8     | Patrick Niessen         | 5:5  | 605  | 59    | 10,25 | 17,85 | 89  |
| Achtel- finale                      | 9     | Michel van Silfhout     | 6:2  | 463  | 39    | 11,87 | 20,83 | 98  |
| Achtel- finale                      | 10    | Jos Bongers             | 4:4  | 412  | 39    | 10,56 | 13,88 | 52  |
| Achtel- finale                      | 11    | Esteve Mata             | 4:4  | 314  | 40    | 7,85  | 15,62 | 82  |
| Achtel- finale                      | 12    | Johann Petit            | 4:4  | 347  | 46    | 7,54  | 17,85 | 104 |
| Achtel- finale                      | 13    | Juan Espinasa           | 4:4  | 413  | 57    | 7,42  | 11,36 | 62  |
| Achtel- finale                      | 14    | Raúl Cuenca             | 4:4  | 496  | 73    | 6,79  | 9,61  | 70  |
| Achtel- finale                      | 15    | Francisco Fortiana      | 4:4  | 351  | 61    | 5,75  | 6,57  | 37  |
| Achtel- finale                      | 16    | René Tull               | 2:6  | 331  | 40    | 8,27  | 15,62 | 76  |
| Gruppen- phase                      | 17    | Ludger Havlik           | 3:3  | 326  | 43    | 7,58  | 11,63 | 36  |
| Gruppen- phase                      | 18    | Harrie van der Bogaard  | 2:4  | 234  | 34    | 6,88  | 7,35  | 29  |
| Gruppen- phase                      | 19    | Arnim Kahofer           | 2:4  | 259  | 38    | 6,81  | 6,57  | 45  |
| Gruppen- phase                      | 20    | Wiel van Gemert         | 2:4  | 303  | 46    | 6,58  | 8,92  | 81  |
| Gruppen- phase                      | 21    | Janis Ziogas            | 2:4  | 196  | 32    | 6,12  | 11,36 | 37  |
| Gruppen- phase                      | 22    | Raymund Swertz          | 2:4  | 242  | 40    | 6,05  | 6,25  | 51  |
| Gruppen- phase                      | 23    | Peter Volleberg         | 2:4  | 298  | 51    | 5,84  | 7,81  | 34  |
| Gruppen- phase                      | 24    | Pierre Soumagne         | 2:4  | 221  | 47    | 4,70  | 5,68  | 30  |
| Gruppen- phase                      | 25    | Rafael Garcia           | 2:4  | 234  | 36    | 6,50  | 9,61  | 41  |
| Gruppen- phase                      | 26    | Nicolas Gerassimopoulos | 2:4  | 243  | 44    | 5,52  | 7,35  | 30  |
| Gruppen- phase                      | 27    | David Jacquet           | 2:4  | 225  | 49    | 4,59  | 6,94  | 60  |
| Gruppen- phase                      | 28    | Bernard Villiers        | 0:6  | 220  | 39    | 5,64  | –     | 58  |
| Gruppen- phase                      | 29    | Bernard Baudoin         | 0:6  | 220  | 40    | 5,50  | –     | 28  |
| Gruppen- phase                      | 30    | Marek Faus              | 0:6  | 207  | 41    | 5,04  | –     | 33  |
| Gruppen- phase                      | 31    | Pascal Dessaint         | 0:6  | 190  | 41    | 4,63  | –     | 30  |
| Gruppen- phase                      | 32    | Grégory le Deventec     | 0:6  | 171  | 40    | 4,27  | –     | 26  |
| Turnierdurchschnitt: Endrunde: 8,10 |       |                         |      |      |       |       |       |     |